# Leopold Neuhold
Leopold Neuhold (* 1954) ist ein österreichischer römisch-katholischer Theologe und Ethiker. Er lehrte am Institut für Ethik und Gesellschaftslehre an der Katholisch-Theologischen Fakultät der Karl-Franzens-Universität Graz, welchem er bis zu seiner Emeritierung im Oktober 2019 als Leiter vorstand.

## Leben
Neuhold studierte in Graz Theologie mit Schwerpunkt Ethik und Gesellschaftslehre. Er war Universitätsdozent für Ethik und christliche Gesellschaftslehre. 2001 wurde er Leiter des Instituts für Ethik und Gesellschaftslehre. Der verheiratete Vater von vier Kindern wurde 2003 als Nachfolger von Valentin Zsifkovits, dessen Assistent er zuvor war, zum Universitätsprofessor für Ethik und Gesellschaftslehre ernannt.
Seine Forschungsschwerpunkte sind katholische Soziallehre, Wertewandel, Religionssoziologie, Jugendsoziologie, moderne Gesellschaft und katholische Soziallehre, Friedensethik sowie Sportethik. Aktuell beschäftigt er sich vor allem mit Fragestellungen in Zusammenhang mit dem Thema Digitalisierung. Weiters ist er Mitglied des neuen Forschungsschwerpunktes der Karl-Franzens-Universität Graz „Smart Regulation“, welcher sich ebenfalls mit dieser Thematik auseinandersetzt.
Im Jahr 2019 wurde er aufgrund seiner jahrzehntelangen Verdienste um Wissenschaft und Gesellschaft mit dem Großen Ehrenzeichen des Landes Steiermark ausgezeichnet. Ein Jahr später wurde er im Beisein von Landeshauptmann Hermann Schützenhöfer mit einer der ehrenvollsten Auszeichnungen des Landes Steiermark, dem Großen Josef Krainer-Preis, gewürdigt. Die Verleihung wurde nach zweimaligem Verschieben erst im Mai 2021 durchgeführt.

## Schriften (Auswahl)
- Wertwandel und Christentum (= Soziale Perspektiven. Band 4). Veritas, Linz 1988, ISBN 3-85329-677-7.
- als Herausgeber: Wurzeln & Wachsen. Was Menschen in Österreich heilig ist. Schnider, Graz/Esztergom/Paris/New York 1993, ISBN 3-900993-27-0.
- Religion und katholische Soziallehre im Wandel vor allem der Werte. Erscheinungsbilder und Chancen. Lit, Münster/Hamburg 2000, ISBN 3-8258-4618-0 (zugleich Habilitationsschrift, Graz 1999).
- Werte – Wandel – Schulkinder. Unfrisierte Gedanken. Vortrag am Don-Bosco-Tag im Musischen Internat Hadamar am 6. Februar 2003 (= Don-Bosco-Tag aktuell. Band 1). Bischöfliches Ordinariat, Dezernat Schule und Hochschule, Limburg 2004, ISBN 3-921221-15-3.
- Fußball – mehr als ein Spiel. Ethische Aspekte des Sports (= Kirche und Gesellschaft. Nummer 331). Bachem, Köln 2006, ISBN 3-7616-1903-0.
- als Herausgeber mit Livia Neureiter: Muss arm sein? Armut als Ärgernis und Herausforderung (= Theologie im kulturellen Dialog. Band 15). Tyrolia-Verlag, Innsbruck/Wien 2008, ISBN 3-7022-2918-3.
- als Herausgeber mit Bernhard Pelzel: Ethik in Forschung und Technik. Annäherungen. Böhlau, Wien/Köln/Weimar 2011, ISBN 978-3-205-78665-8.
- als Herausgeber: Frieden, Frieden, aber es gibt keinen Frieden (= Theologie im kulturellen Dialog. Band 24). Tyrolia-Verlag, Innsbruck/Wien 2014, ISBN 3-7022-3198-6.
- gemeinsame Monografie mit Thomas Gremsl: Zwischen (religiöser) Tradition und smarter Innovation – Fußball im ethischen Diskurs (= Theologie im kulturellen Dialog. Band 35), Innsbruck/Wien 2021, ISBN 978-3-7022-3495-9.

## Auszeichnungen
- 2019: Großes Ehrenzeichen des Landes Steiermark[1]
- 2021: Großer Josef-Krainer-Preis[2]